# 전주만수초등학교
전주만수초등학교는 대한민국 전북특별자치도 전주시 덕진구 호성동1가에 있는 초등학교다.

## 학교 연혁
- 2006년 3월 1일 전주만수초등학교 개교(26학급 편성)
- 2013년 3월 1일 특수학급 증설
- 2020년 2월 7일 제14회 졸업장 수여식(졸업생수: 166명, 총 졸업생수: 2242명)
- 2020년 3월 1일 27개 학급 편성(개별반 포함)
- 2020년 3월 1일 2020학년도 신입생 입학(총 114명)
- 2020년 9월 1일 제6대 교장 김민자 교장 부임

## 학교 상징
- 교화 - 국화
- 교목 - 소나무
- 교조 - 비둘기

## 참고 자료
- 전주만수초등학교 - 한국교육학술정보원 학교알리미